# 東北アクセス
東北アクセス株式会社（とうほくアクセス）は、福島県南相馬市に本社を置く企業。
南相馬市と仙台市、福島市、いわき市（運休中）、東京都を結ぶ高速（特急）バスなど路線バス運行や貸切バス運行を行うバス事業、および旅行業が主な事業。

## 沿革
1999年（平成11年）3月に有限会社はらまち旅行を設立。2013年（平成25年）6月1日 に東北アクセス株式会社へ社名を変更した。2018年（平成30年）8月24日、南相馬IC入口に南相馬バスターミナルが完成、同年9月14日に落成式典が行われ、10月1日より営業を開始するとともに本社を移転した（旧本社は「牛来営業所」として営業を継続 していたが、2020年（令和2年）2月29日に廃止された）。現在は同ターミナルを拠点にレンタカー事業も展開する。

## 事業所
- 本社営業所 福島県南相馬市原町区深野字庚塚346-1[1]
- 双葉営業所 福島県双葉郡双葉町大字中野字高田1番地1 双葉町産業交流センター204号室
- 宮城営業所 宮城県角田市梶賀西74[1]
  - 開設当時は白石市（白石蔵王駅近隣）に所在。

## バス事業

### 乗合バス
路線バス用の車両は現在 15台（福島9、宮城6）登録されている。
原ノ町駅前は2013年（平成25年）4月1日より移設の上で待合室を整備した「南相馬高速バスターミナル」に発着する。

#### 仙台線

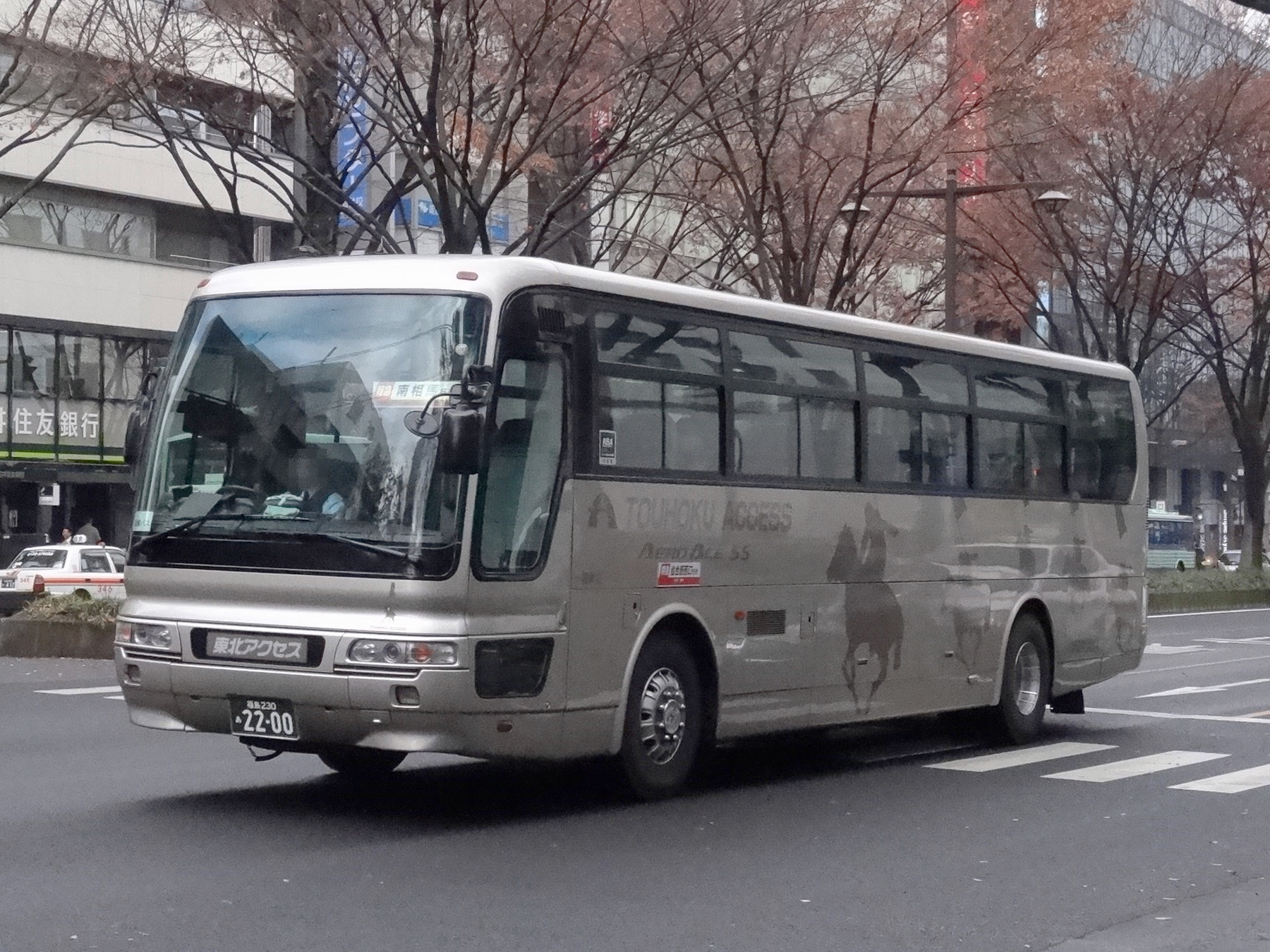
路線バス（仙台線）

- 南相馬（原ノ町駅、南相馬市役所、南相馬バスターミナル[9]）・相馬（相馬ICバスターミナル）・新地（新地町バスストップ） - （イオンモール名取[10] - ）仙台駅東口（→あおば通り駅） - 東北大学病院前
  - あおば通り駅は降車専用。
  - 東日本大震災被災者支援の目的から国、福島県、宮城県による被災地域を運行する路線バスに対する補助対象となっている[11][12][13]。これを受けて定期乗車券の設定を開始した[11]。
  - 2017年（平成29年）4月1日より全便が南相馬IC - 仙台東IC間で常磐自動車道等を経由し仙台市と結ぶ。従来の直行便（普通便）は廃止[14]。同年5月1日からは一部便（1日2往復）がイオンモール名取に乗り入れ[15]。
  - 2017年（平成29年）12月1日に1日12往復から1日8往復に減便、同年12月15日から一部便（下り4本、上り5本）が東北大学病院前まで延長。あわせて運賃を値下げ[16]。
  - 2019年（令和元年）10月1日より1日5往復に減便。2020年（令和2年）2月29日、牛来営業所廃止にともない、同営業所に設置されていたバス停も廃止。
  - 2021年（令和3年）4月1日、新地インターチェンジ近くに新地町バスストップを設置。イオンモール名取を経由しない1日3往復が停車する（2023年（令和5年）4月1日よりイオンモール名取経由便も新地町バスストップに停車する）。
  - 2023年（令和5年）9月1日より平日の1往復を減便、1日3往復となる（土休日は1日4往復）。あわせて運賃を値上げ。
  - 2024年（令和6年）1月3日より平日・土休日とも1日2往復に減便。

##### 過去の運行系統
2017年（平成29年）3月31日までは、普通便と特急便の2系統で運行されていた。
- 普通：原ノ町（東北アクセス本社、原ノ町駅）・鹿島・相馬・山元 - 仙台駅東口バスプール
- 特急：原ノ町（東北アクセス本社、原ノ町駅、南相馬市役所） - 仙台駅東口バスプール / あおば通駅

直行便（普通便）は途中鹿島（鹿島6号線）、相馬市（相馬法務局）、新地町（新地町役場：2017年1月31日まで停車、山元町（山元町役場）にも停車。山元IC - 長町IC間で常磐自動車道等を経由していた。
2011年（平成23年）3月25日より相馬 - 仙台で運行を開始し、同年4月15日より南相馬・相馬 - 仙台間の運行となった。
2012年（平成24年）11月1日より鹿島の乗り場を鹿島四季彩前（かしま町観光物産館四季彩前）から鹿島6号線（セブン-イレブン前）に、仙台駅の乗り場を東口（代々木ゼミナール仙台校前・当時）から西口（あおば通駅入口前）に変更した。また、同日より特急便の運行を開始。特急便は南相馬IC - 相馬IC間でも常磐自動車道を利用。南相馬市役所に停車し鹿島6号線、相馬法務局、新地町役場には停車しない。
2014年（平成26年）12月7日より、前日の常磐自動車道相馬IC - 山元IC間開通にあわせ、特急便は南相馬 - 仙台間直行となり（これにより山元町役場を経由しなくなる）、所要時間を20～30分短縮した。また、同日より乗車の際には運賃のほかに特急料金（200円）が必要となった。あわせて、この日より全便が常磐自動車道の鳥の海PAで休憩する。
2015年（平成27年）10月1日からは仙台駅東口バスプールに乗り入れ、あおば通駅（旧・仙台駅西口）には特急便のみ乗り入れるように変更された。2017年（平成29年）1月31日の運行をもって新地町役場バス停を廃止。同年3月31日の運行をもって山元町役場、相馬法務局、鹿島6号線の各バス停を廃止、運行系統を前項の直行便に一本化。

#### 福島線

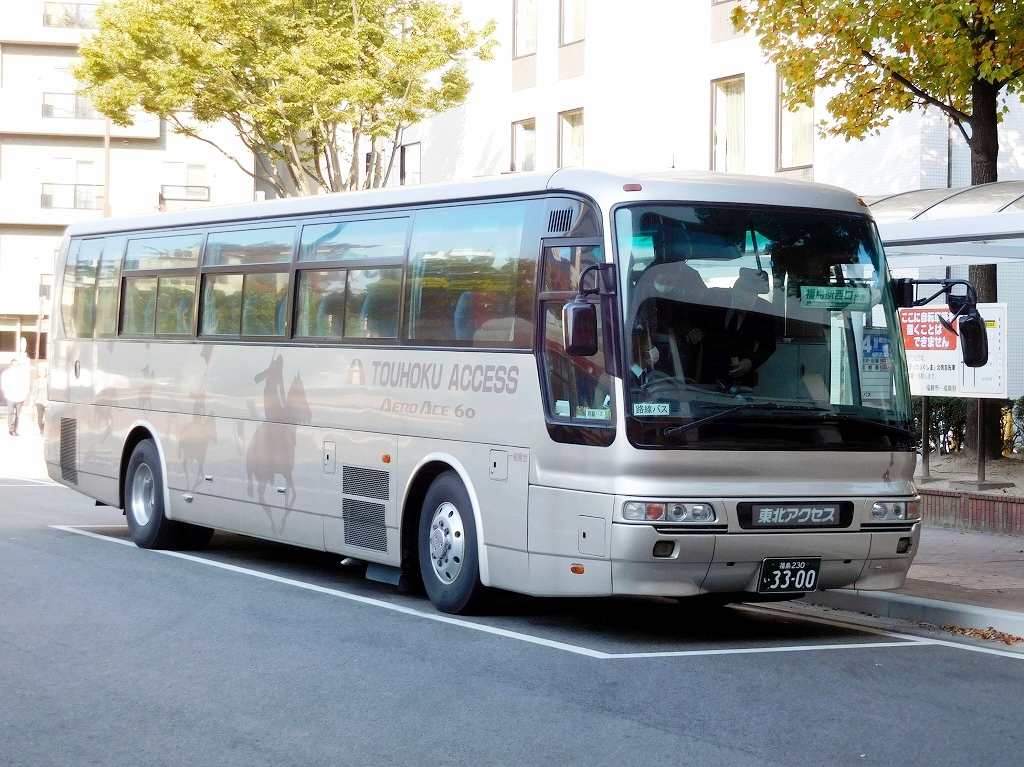
路線バス（福島線）

- 双葉町 - 道の駅なみえ - 南相馬 - 相馬ICバスターミナル - 福島駅西口

2012年（平成24年）4月1日運行開始。南相馬IC入口に停車した後は福島市へ直行する。
2014年（平成26年）4月1日より福島県庁前バス停を廃止。2016年（平成28年）1月15日より南相馬IC入口に停車。2015年（平成27年）4月1日より2往復増便され、1日6往復となる。2017年（平成29年）8月21日より道の駅いいたて村の道の駅までい館に停車。同年10月1日より、南相馬 - 福島間の運賃（大人片道）が1,300円から1,100円に値下げされた。
2018年（平成30年）10月1日より一部便を相馬経由に変更。飯舘経由と相馬経由の二本立て（各1日3往復ずつ）となる。
2020年（令和2年）1月27日に一部便を南相馬市内の福島ロボットテストフィールド (RTF) に乗り入れ（路線延長）。福島ロボットテストフィールド - 原ノ町駅間のみの利用も可能。これにより牛来営業所バス停を廃止。
2022年（令和4年）4月1日より全便を相馬経由に変更、1日4往復に減便。
2023年（令和5年）4月1日より一部便（2往復）を双葉町・浪江町に延伸、1日5往復に増便。原ノ町駅前 - 福島ロボットテストフィールド間を土休日運休とする。
2024年（令和6年）1月3日より福島発着を1日2往復（うち双葉町・浪江町発着1往復）に減便した。

#### 角田線

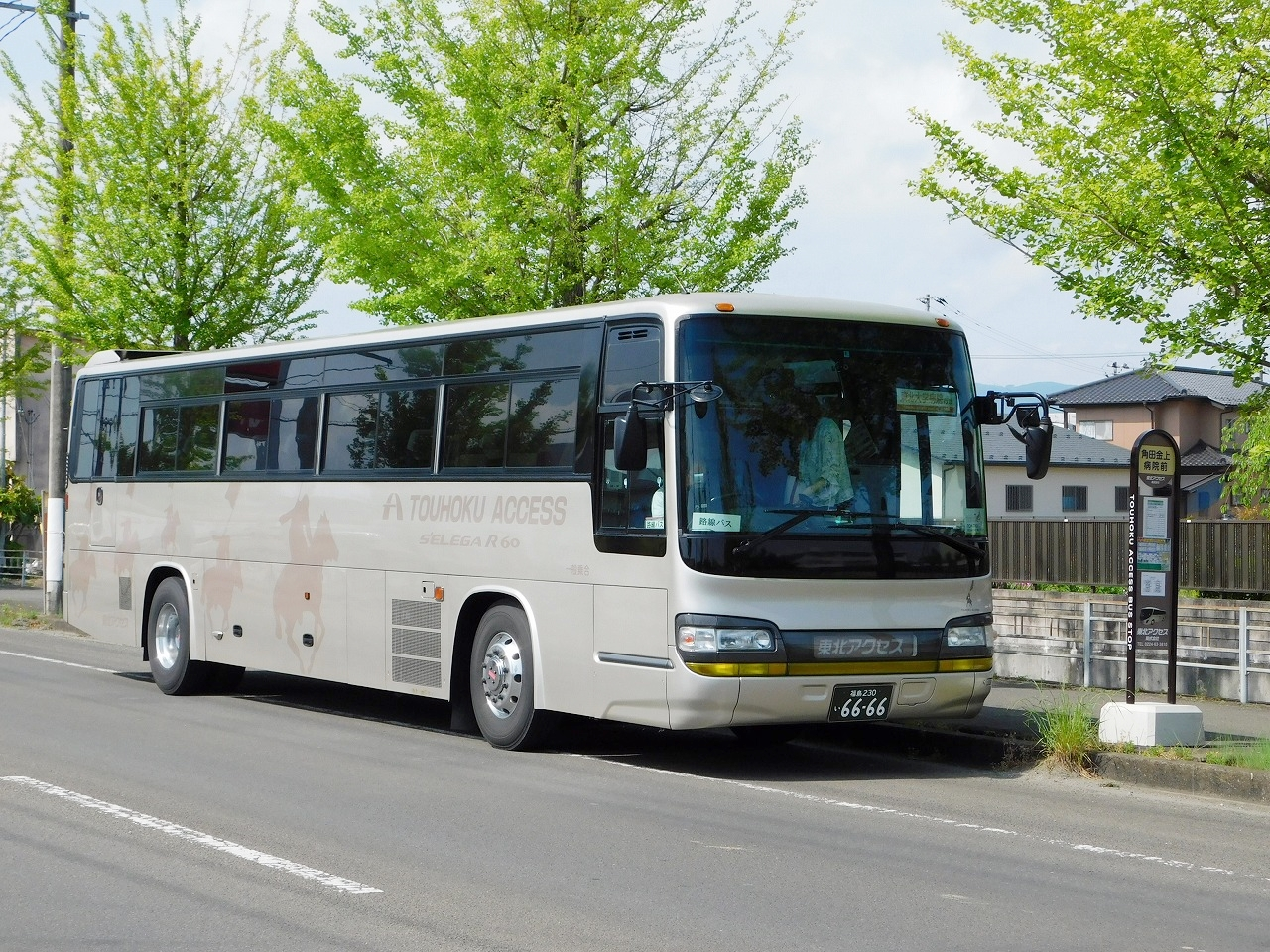
路線バス（角田線）

- ファミリーマート丸森舘矢間店前 - 角田金上病院前 - 道の駅かくだ - 山元IC入口 - イオンモール名取（土日祝日の1往復のみ経由） - 仙台駅東口バスプール（→あおば通り駅） - 東北大学病院前
  - あおば通り駅は降車専用。
  - 2017年（平成29年）4月1日、1日2往復で運行開始[33]。
  - 2017年（平成29年）12月1日から1日3往復に増便し、下り便をあおば通り駅まで延長。平日ダイヤと土日祝日ダイヤの二本立てとなる。同年12月15日から全便が東北大学病院前まで延長するとともに、土日祝日の1往復がイオンモール名取に乗り入れ。あわせて運賃を値下げ[34]。
  - 2018年（平成30年）6月1日より丸森町（ファミリーマート丸森舘矢間店前）に路線延長[35]。また、同年10月1日より角田市内の運行経路を変更（停車地を東北アクセス宮城営業所前→角田金上病院前に変更）するとともに、山元IC入口バス停を新設[36]。
  - 2019年（令和元年）10月1日より土日祝日ダイヤを1日2往復に減便、平日ダイヤのうち1往復を角田金上病院前発着とする。道の駅かくだに新規停車[37]。
  - 2023年（令和5年）9月1日より平日の1往復を減便、1日2往復となる。あわせて運賃を値上げ。
  - 2024年（令和6年）1月3日より土休日の運行を休止。同年4月1日より当分の間運休。
  - 2025年（令和7年）1月20日付で廃止。

#### いわき・ハワイアンズ線
- 南相馬 - いわき湯本IC - スパリゾートハワイアンズ
  - 2017年（平成29年）12月23日、1日4往復で運行開始。いわき湯本ICではいわき - 東京線との乗り継ぎも可能（但し、乗り継ぎを確約するものではない）[38]。
  - 2019年（平成31年）3月10日の運行をもって、当分の間運行を休止[39]。

#### 東京線

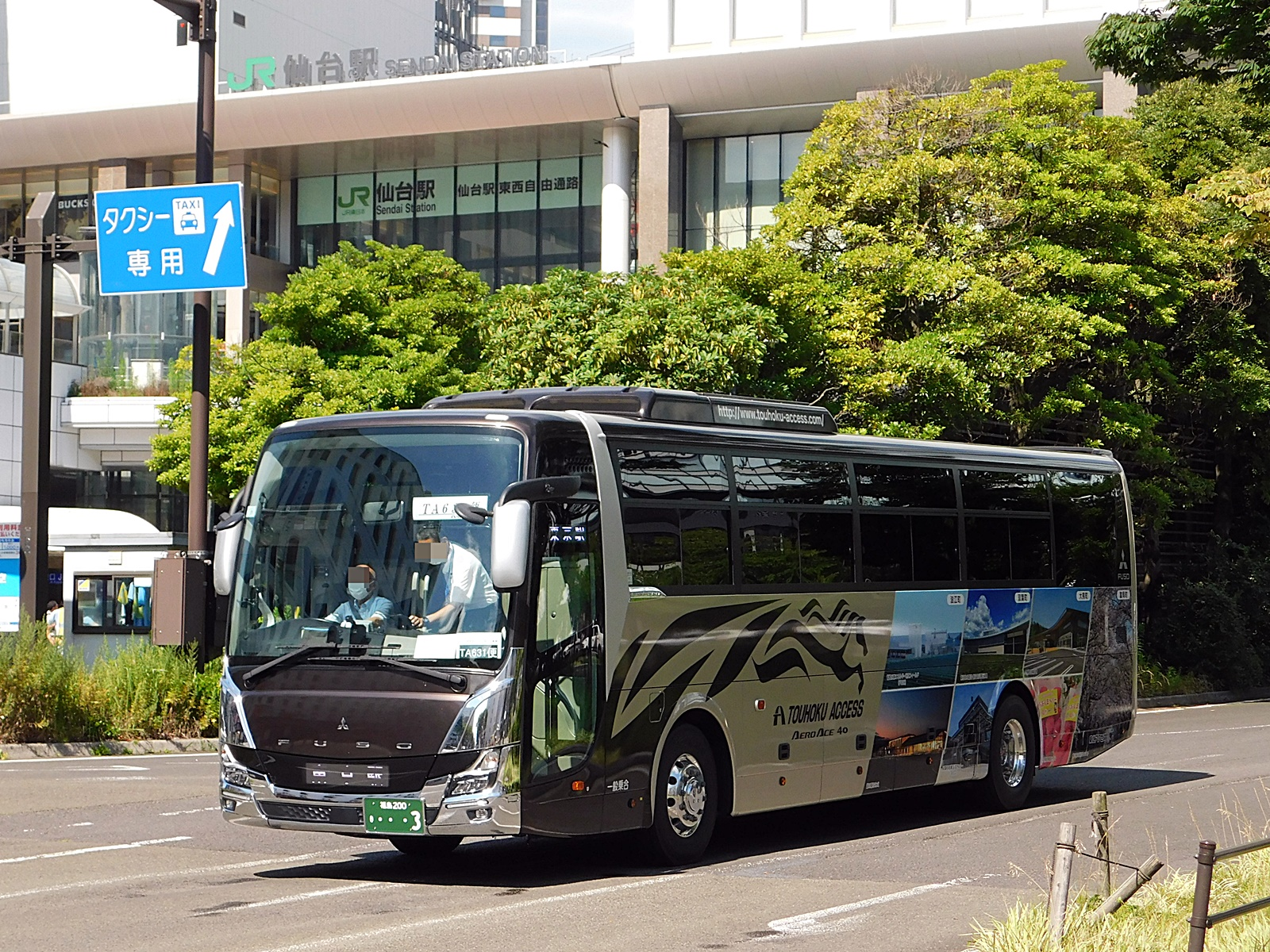
仙台発着となった東京線専用車両

- 仙台駅東口・相馬ICバスターミナル・南相馬バスターミナル・富岡IC入口 - 東京駅（バスターミナル東京八重洲）
  - 2019年（令和元年）7月18日、南相馬 - 東京線「南相馬・双葉ライナー」として平日1往復、週末2往復で運行開始[40]。ハイウェイバスドットコムで予約受付。
  - 新型コロナウイルス感染拡大の影響により、2020年（令和2年）8月8日夕方の南相馬発の便から当面の間運休[41]。
  - 2021年（令和3年）12月1日朝の南相馬発の便より、1日1往復での運行を再開。新たに浪江町・双葉町・大熊町に停留所を新設[42]。その後再び運休となったが、2023年（令和5年）4月1日より1日1往復での運行を再開した。
  - 2024年（令和6年）6月30日をもって「南相馬・双葉ライナー」の運行を休止[43]。
  - 2024年（令和6年）7月19日仙台発の便から仙台・南相馬 - 東京線として運行を開始[43]。浪江町・双葉町・大熊町には停車しなくなる。乗車券はWILLER TRAVELでの販売となる。
  - トイレ付き車両を使用（車両点検および予約状況により装備がない車両で運行する場合あり）

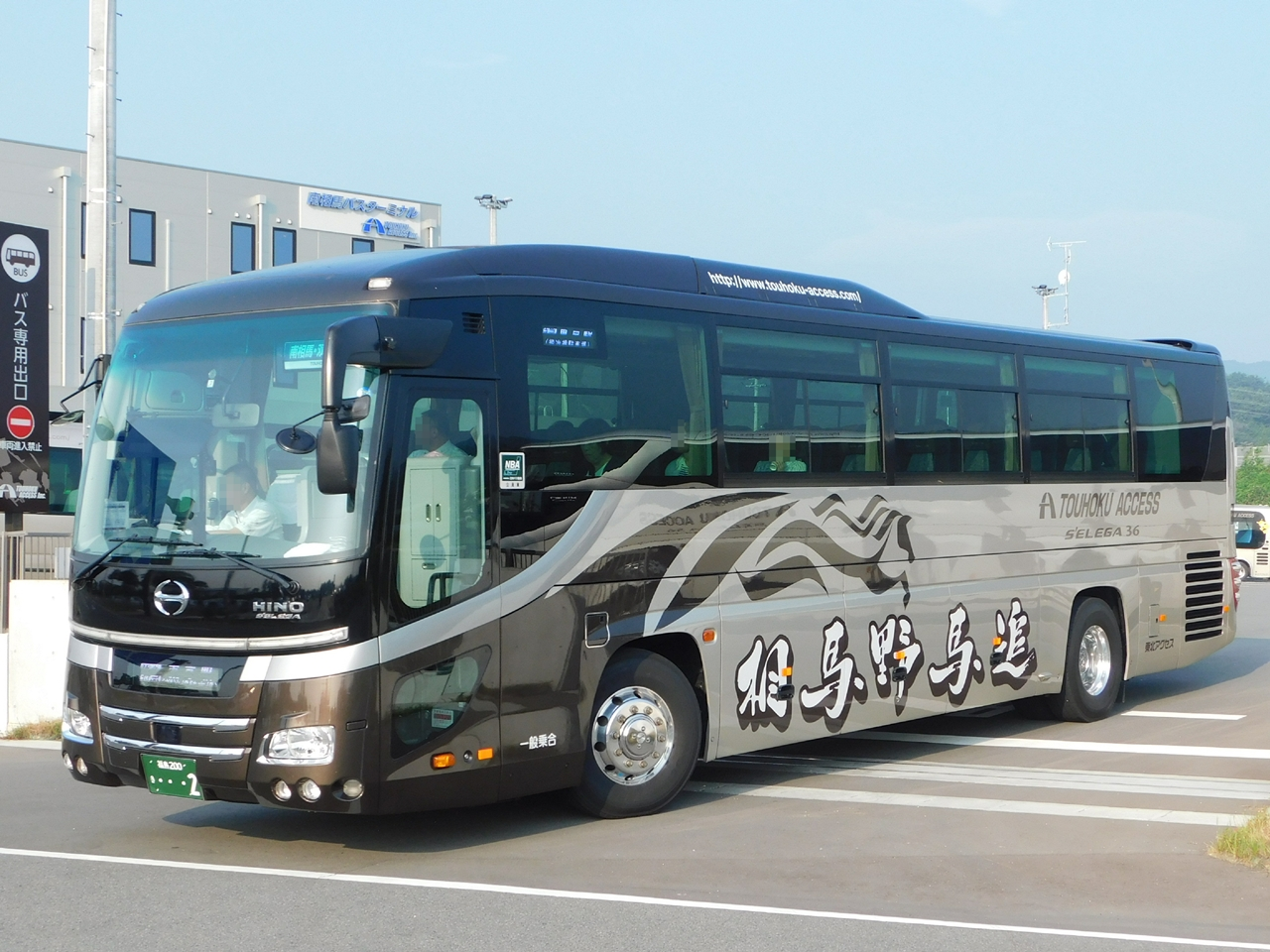
南相馬・双葉ライナーの専用車両

#### 南相馬市内路線
高平循環線
- 原ノ町駅前 - 小川町 - 上北公会堂 - 高平小学校

渋佐線
- 原ノ町駅前 - 市役所入口 - 原町駅東口 - 上渋佐

太田循環線
- 太田小学校→磐城太田駅→太田小学校→羽山嶽→上太田→太田小学校前

高平循環線と渋佐線は東日本大震災まで新常磐交通（原町車庫）が運行。2006年3月までは福島交通（原町営業所）の路線であった。
太田循環線は、2005年（平成17年）10月より運行を開始した常磐交通自動車（現：新常磐交通）の原ノ町駅 - 旧道 - 小高駅間の系統が廃止されたことを受けた廃止代替バスを前身とする。
南相馬市応急仮設住宅巡回バス
- Aコース・Bコースの2ルートで運行。各ルートとも月曜日～金曜日運行（無料）。

小高区〜原町区シャトルバス（受託、運休中）
- 道の駅南相馬 - 原ノ町駅 - 西町 - 羽山嶽 - 小木迫 - ふれあい広場（小高区）

- 南相馬市が運行主体となり2010年（平成22年）10月より運行開始。羽山嶽 - 小木迫間はフリー乗降制。

#### 双葉町シャトルバス
- 双葉駅 - 産業交流センター・伝承館前

- 2020年（令和2年）10月28日、双葉町の委託を受け運行開始。当面の間無料で運行。
- 2021年（令和3年）4月1日より有料化。運賃は大人片道200円。2回回数券（350円）および通勤定期券（1ヶ月7,800円、3ヶ月21,600円）を設定。

#### 双葉・浪江 - 南相馬線
- 双葉駅前 - 伝承館・産業交流センター前 - 浪江駅前 - 道の駅なみえ - 南相馬（南相馬ジャスモール）

- 2023年（令和5年）10月1日運行開始。1年間の実証運行。国や県の地域間幹線系統補助金（被災地特例）を受ける。平日・土曜日のみ運行。浪江町内・南相馬市内のみの利用は不可。

### 貸切バス

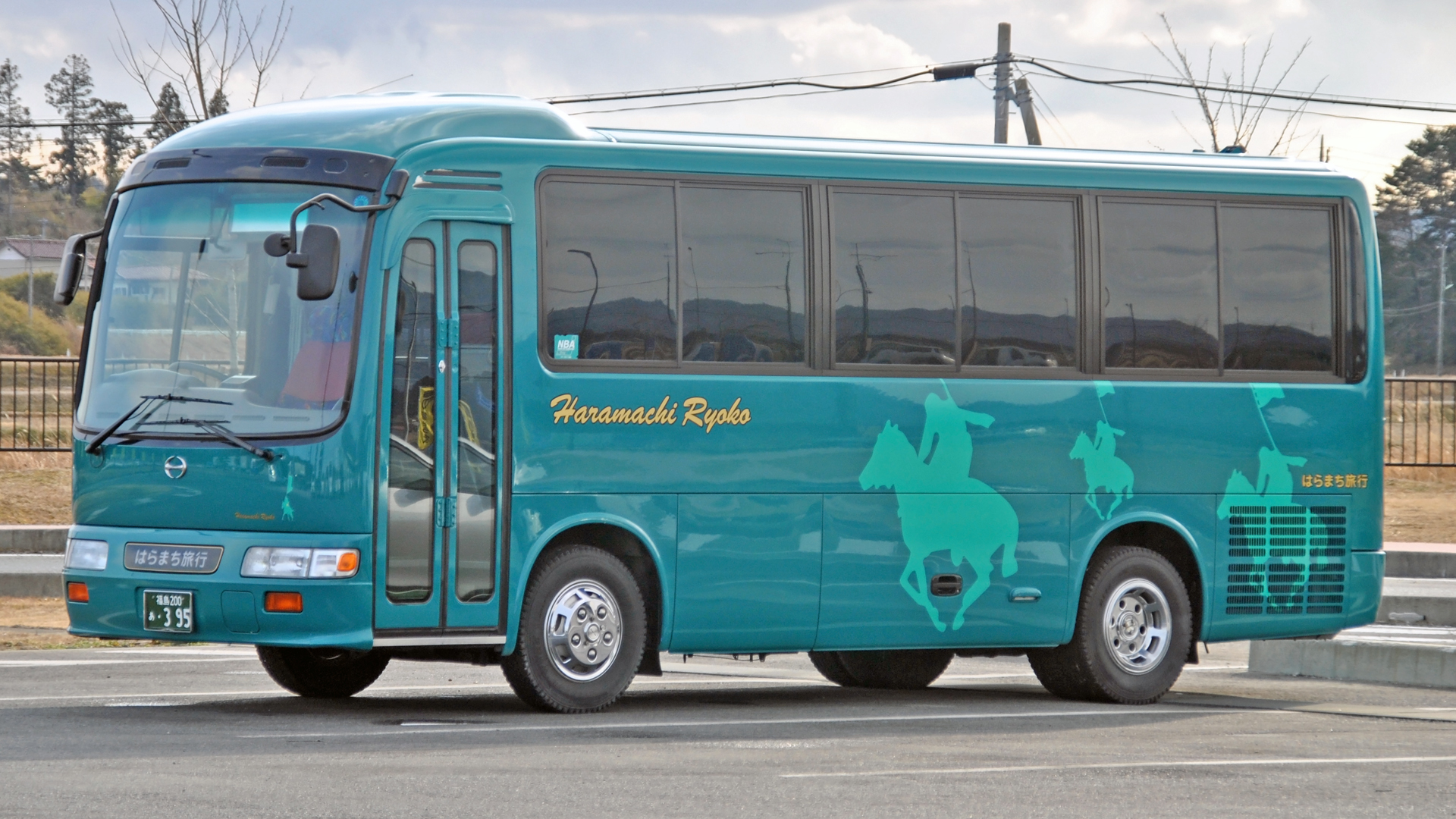
貸切バス（日野・リエッセ）

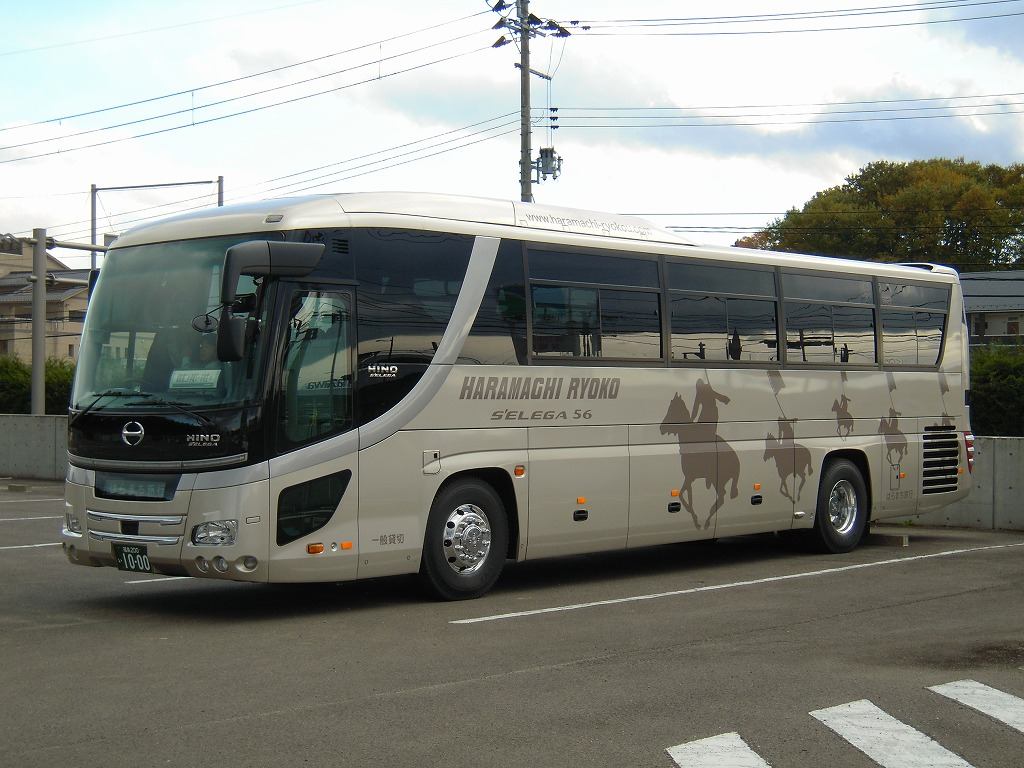
貸切バス（はらまち旅行時代）

貸切バス用の車両は、本社営業所・牛来営業所は2019年（平成31年）1月1日現在で大型13台、中型6台、小型6台の25台、宮城営業所は2019年（平成31年）1月現在で大型3台、中型5台、小型8台の16台 の計41台登録されている。車種は日野・セレガ、三菱ふそう・エアロエースなどである。運行は福島県および宮城県発着が認められている。
震災により一時的に不通となった東北本線・阿武隈急行線沿線から仙台へ直行するバスや常磐線代行バスを鉄道再開までの間運行した。

### その他バス事業
南相馬市からの受託により、スクールバスの運行を担っている。主に南相馬市原町区と同市鹿島区、相馬市と南相馬市鹿島区・同市原町区を結んでおり避難先の児童・生徒の通学のために登下校時刻に合わせて運行されている。

## 旅行業
福島県知事登録旅行業第2-243号。